# حي عبود (عدن)
حي عبود هو أحد أحياء مديرية الشيخ عثمان في محافظة عدن اليمنية. يبلغ تعداد سكانه 21816 نسمة حسب التعداد السكاني في اليمن لعام 2004.